# Obrovnica
Obrovnica est un village appartenant à la municipalité de Bjelovar et située dans le comitat de Bjelovar-Bilogora en Croatie. En 2021, le village compte 160 habitants.